# لوبيرسوم
لوبيرسوم Loppersum  بلدية هولندية تقع في الشمال الشرقي للبلاد بمقاطعة خرونينجن.

## طوبوغرافيا
خريطة طوبوغرافية هولندية لبلدية لوبيرسوم، يونيو 2015، (تقرأ بعد ثلاث نقرات على الخريطة)